# Letis caligula
Letis caligula là một loài bướm đêm trong họ Erebidae.